# Grand Prix de Denain 1971
La 13e édition du Grand Prix de Denain a eu lieu le 13 avril 1971. Elle a été remportée par le Belge André Dierickx.

## Classement final
André Dierickx remporte la course.
| Classement final, | Classement final,      | Classement final, | Classement final, | Classement final, |
|                   | Coureur                | Pays              | Équipe            | Temps             |
| ----------------- | ---------------------- | ----------------- | ----------------- | ----------------- |
| 1er               | André Dierickx         | Belgique          | Watney-Avia       |                   |
| 2e                | Herman Vrijders        | Belgique          | Watney-Avia       |                   |
| 3e                | Frans Verhaegen        | Belgique          | Bic               |                   |
| 4e                | Martin Van Den Bossche | Belgique          | Molteni-Arcore    |                   |
| 5e                | Fernand Hermie         | Belgique          | Ruberg            |                   |
| 6e                | Maurice Eyers          | Belgique          | Watney-Avia       |                   |
| 7e                | Eddy Goossens          | Belgique          | Siriki-Munck      |                   |
| 8e                | Camille Sohier         | Belgique          | Ruberg            |                   |
| 9e                | Willy Scheers          | Belgique          | Goldor            |                   |
| 10e               | Jacques De Boever      | Belgique          | Mars-Flandria     |                   |
| modifier          |                        |                   |                   |                   |